# Cléville (Sena Marítim)
Cléville és un municipi francès situat al departament del Sena Marítim i a la regió de Normandia. L'any 2007 tenia 160 habitants.

## Demografia

### Població
El 2007 la població de fet de Cléville era de 160 persones. Hi havia 56 famílies de les quals 8 eren unipersonals (8 homes vivint sols), 12 parelles sense fills, 32 parelles amb fills i 4 famílies monoparentals amb fills.
La població ha evolucionat segons el següent gràfic:
Habitants censats

### Habitatges
El 2007 hi havia 66 habitatges, 56 eren l'habitatge principal de la família, 5 eren segones residències i 5 estaven desocupats. Tots els 66 habitatges eren cases. Dels 56 habitatges principals, 53 estaven ocupats pels seus propietaris i 3 estaven llogats i ocupats pels llogaters; 4 tenien dues cambres, 5 en tenien tres, 17 en tenien quatre i 31 en tenien cinc o més. 38 habitatges disposaven pel capbaix d'una plaça de pàrquing. A 25 habitatges hi havia un automòbil i a 30 n'hi havia dos o més.

### Piràmide de població
La piràmide de població per edats i sexe el 2009 era:
| Homes | Edats   | Dones |
| ----- | ------- | ----- |
| 0     | 95 o +  | 0     |
| 0     | 90 a 94 | 0     |
| 0     | 85 a 89 | 0     |
| 4     | 80 a 84 | 0     |
| 0     | 75 a 79 | 0     |
| 8     | 70 a 74 | 4     |
| 12    | 65 a 69 | 4     |
| 0     | 60 a 64 | 8     |
| 4     | 55 a 59 | 0     |
| 4     | 50 a 54 | 4     |
| 4     | 45 a 49 | 4     |
| 20    | 40 a 44 | 16    |
| 0     | 35 a 39 | 8     |
| 8     | 30 a 34 | 0     |
| 0     | 25 a 29 | 4     |
| 4     | 20 a 24 | 4     |
| 20    | 15 a 19 | 4     |
| 20    | 10 a 14 | 4     |
| 4     | 5 a 9   | 0     |
| 4     | 0 a 4   | 0     |

## Economia
El 2007 la població en edat de treballar era de 108 persones, 74 eren actives i 34 eren inactives. De les 74 persones actives 67 estaven ocupades (44 homes i 23 dones) i 7 estaven aturades (4 homes i 3 dones). De les 34 persones inactives 8 estaven jubilades, 9 estaven estudiant i 17 estaven classificades com a «altres inactius».

### Ingressos
El 2009 a Cléville hi havia 59 unitats fiscals que integraven 158 persones, la mediana anual d'ingressos fiscals per persona era de 17.589 €.

### Activitats econòmiques
Dels 4 establiments que hi havia el 2007, 1 era d'una empresa alimentària, 1 d'una empresa de comerç i reparació d'automòbils, 1 d'una empresa financera i 1 d'una empresa de serveis.
L'any 2000 a Cléville hi havia 10 explotacions agrícoles.

## Equipaments sanitaris i escolars
El 2009 hi havia una escola elemental integrada dins d'un grup escolar amb les comunes properes formant una escola dispersa.

## Poblacions més properes
El següent diagrama mostra les poblacions més properes.